# Copa Pará de Futebol de 2023
Copa Pará de Futebol de 2023 é um campeonato de futebol Sub-20 que ocorre no Estado do Pará organizada pela Federação Paraense de Futebol.
As equipes foram distribuídas em 3 regiões (Metropolitana, Nordeste e Oeste), os campeões das regiões se enfrentarão posteriormente para definir o campeão da Copa Pará de Futebol Sub-20 2023.

## Regiões

### Região Metropolitana
Serão 23 equipes disputando a Região Metropolitana, distribuídas em quatro grupos, sendo três grupos com seis times e um grupo com cinco times. Na primeira fase, cada equipe jogará uma vez contra as outras equipes do seu grupo. Os quatro melhores times de cada grupo passarão para a próxima fase.
Nas oitavas de final, os times serão pareados conforme a classificação geral, de modo que o primeiro colocado enfrentará o décimo sexto, o segundo colocado jogará contra o décimo quinto e assim por diante. Os jogos serão disputados em sistema de ida e volta.
Nas quartas de final e semifinal, os confrontos serão definidos a partir do chaveamento das oitavas de final e também serão disputados em sistema de ida e volta. O mesmo acontecerá na final.
Os grupos sãoː
| Times          | Localização |
| -------------- | ----------- |
| Tesla          | Belém       |
| União Paraense | Belém       |
| Ponte Nova     | Belém       |
| CRT 23         | Belém       |
| Sacramenta     | Belém       |
| Estrela        | Belém       |

| Times      | Localização |
| ---------- | ----------- |
| Vila Rica  | Belém       |
| Paraense   | Belém       |
| Tuna Luso  | Belém       |
| Maracanã   | Belém       |
| Tapajós    | Santarém    |
| Fonte Nova | Belém       |

| Times            | Localização |
| ---------------- | ----------- |
| Comercial        | Belém       |
| Sport Belém      | Belém       |
| Pinheirense      | Belém       |
| Grêmio Carajás   | Belém       |
| União Barbarense | Belém       |

| Times             | Localização |
| ----------------- | ----------- |
| Craques do Futuro | Belém       |
| Paysandu          | Belém       |
| Clube do Remo     | Belém       |
| Bola Branca       | Belém       |
| Trabalhista       | Belém       |
| São Francisco     | Santarém    |

### Região Nordeste
Serão nove equipes disputando a competição na Região Nordeste. Na primeira fase, as equipes jogarão em turno único em jogos classificatórios. Os quatro melhores times dessa fase avançarão para as semifinais, que serão realizadas em confrontos de ida e volta. A final da competição será disputada em um único jogo.
Equipesː
| Equipes             | Localização |
| ------------------- | ----------- |
| Castelo dos Sonhos  | ?           |
| Capitão Poço        | ?           |
| Santa Maria         | ?           |
| Caeté               | Bragança    |
| Meninos de Ouro     | ?           |
| Paragominas         | Paragominas |
| Terra Alta          | ?           |
| Castanhal           | Castanhal   |
| Atlético São Miguel | ?           |

Equipes: Atlético São Miguel, Castelo dos Sonhos, Capitão Poço, Santa Maria, Caeté, Meninos de Ouro, Paragominas, Terra Alta e Castanhal

### Região Oeste
A competição na Região Oeste terá somente cinco equipes disputando. Na primeira fase, as equipes jogarão em jogos de ida e volta, buscando a classificação para a próxima fase. Os quatro melhores times avançarão para as semifinais, que serão realizadas em confrontos de ida e volta, assim como a final da competição.
as Equipes sãoː
| Equipe                 | Localização |
| ---------------------- | ----------- |
| Sport Sapucaia         | ?           |
| São Francisco F.C.     | ?           |
| Tapajós Atlético Clube | ?           |
| América                | ?           |
| Amazônia Independente  | ?           |